# Christel Hoffmann (Politikerin)
Christel Hoffmann (* 19. März 1949 in Kirberg; † 14. Mai 2018) war eine hessische Politikerin (SPD) und Abgeordnete des hessischen Landtags.

## Ausbildung und Beruf
Nach dem Abitur 1967 und einem freiwilligen sozialen Jahr studierte Hoffmann Biologie und erlangte 1974 den Abschluss als Diplom-Biologin. Im Jahr 1975 folgte das zweite Staatsexamen im Lehramt an Gymnasien für die Fächer Biologie und Chemie. Sie unterrichtete von 1982 bis 1988 an der Rheingauschule in Geisenheim.

## Politik
Seit 1978 war Hoffmann in Oestrich-Winkel Mitglied der SPD und dort von 1979 bis 1985 und 1987 bis 1993 Vorsitzende des SPD-Ortsvereins.
Von 1981 bis 2001 und ab 2006 war sie Stadtverordnete in Oestrich-Winkel. Sie war mehrere Jahre Fraktionsvorsitzende der SPD-Fraktion in der Stadtverordnetenversammlung und seit 2001 Mitglied des Kreistages des Rheingau-Taunus-Kreises. 
Hoffmann war Abgeordnete im Hessischen Landtag seit dem 11. Juli 1989 bis 2008. Sie kandidierte stets im Wahlkreis Rheingau-Taunus I, wo sie jeweils dem CDU-Kandidaten Franz Josef Jung unterlag. In den Landtag zog sie über die SPD-Landesliste ein. Vom 5. April 1991 bis 4. April 1999 sowie vom 20. Juni 2001 bis 4. April 2003 war sie stellvertretende Vorsitzende der SPD-Fraktion.
Im Landtag war Hoffmann Vorsitzende des Unterausschusses für Finanzcontrolling und Verwaltungssteuerung seit dem 5. April 2003 sowie des Unterausschusses zur Nachprüfung der Staatshaushaltsrechnung vom 5. April 1995 bis 4. April 1999. Stellvertretende Vorsitzende war sie im Ausschuss für Umwelt, Landwirtschaft und Forsten vom 5. April 1999 bis 4. April 2003. Weiterhin war sie Mitglied im Ausschuss für Umwelt, ländlichen Raum und Verbraucherschutz, Europaausschuss.

## Ehrungen
- 2012: Verdienstkreuz am Bande der Bundesrepublik Deutschland